# Heteropoda crassa
Heteropoda crassa är en spindelart som beskrevs av Simon 1880. Heteropoda crassa ingår i släktet Heteropoda och familjen jättekrabbspindlar. Inga underarter finns listade i Catalogue of Life.